# Mendelovo muzeum Masarykovy univerzity
Mendelovo muzeum, které vzniklo v roce 2002 a od roku 2007 je pracovištěm Masarykovy univerzity, prezentuje genetiku, dílo a život Gregora Johanna Mendela. Muzeum je umístěno v autentických prostorách Augustiniánského opatství na Starém Brně, kde opat Mendel pracoval. Mezi lety 1965 a 2001 v těchto prostorách sídlilo Mendelianum, které je součástí Moravského zemského muzea a od roku 2012 je umístěno v Biskupském dvoře. V budově muzea je také přednáškový sál a kavárna.

## Historie

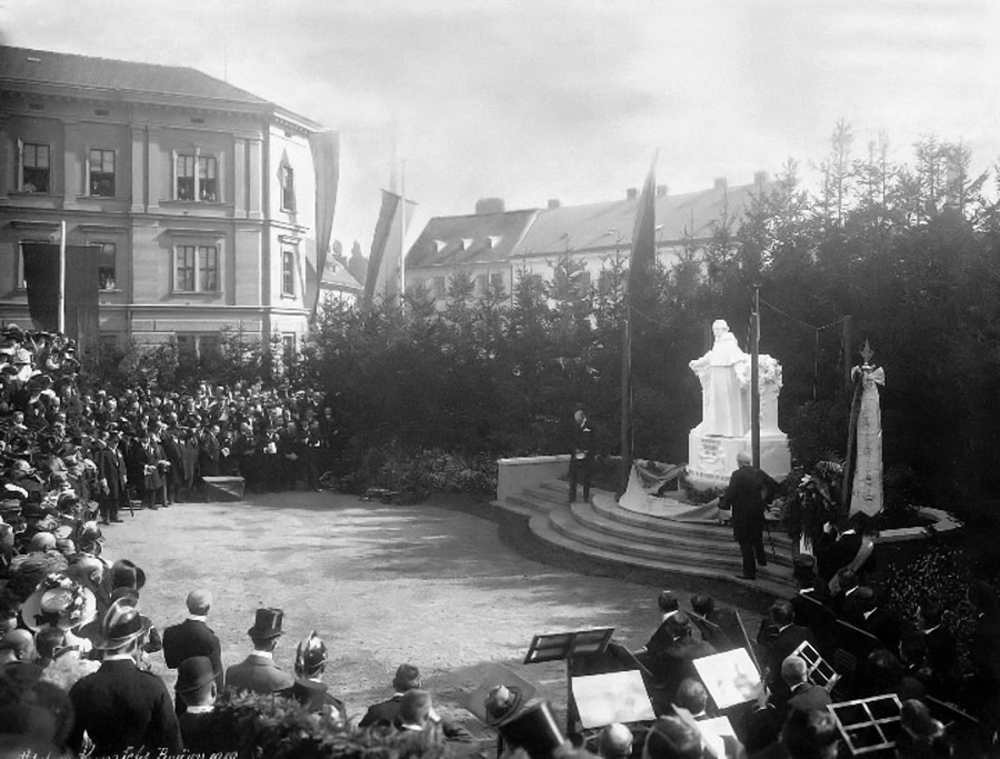
Odhalení Mendlova pomníku v roce 1910.

### Zájem o Mendela
Po znovuobjevení Mendelova vědeckého díla na přelomu 19. a 20. století se z Brna stalo centrum zájmu mnoha přírodovědců. Tento zájem vyústil ve shromažďování Mendelovy pozůstalosti a ve snaze uctít jeho památku, které velkou měrou dopomohla rodina Mendela a badatelé William Bateson a Hugo Iltis. V roce 1906 na popud Iltise vznikl výbor, který roku 1910 slavnostně odhalil na náměstí Mendelův pomník. Ještě téhož roku došlo k přejmenování náměstí z Klášterního na náměstí Gregora Mendela.

### Válečné období
Další zájem o Mendela upadl s první světovou válkou. K jeho obnovení došlo v roce 1922, stého výročí narození J. G. Mendela, kdy německý Přírodovědný spolek na svém mezinárodním shromáždění projednával vývoj genetiky a zároveň vědecký odkaz Mendela. K tomuto výročí nechali umístit pamětní desku na místo Mendelovy pokusné zahrádky a díky práci opatů vzniklo v klášteře Mendelovo muzeum (Museum Mendelianum). Z této doby se však nedochovalo mnoho informací, jednalo se nejspíše o pamětní síň, věnovanou práci Mendela, v jeho původním pracovišti. Část pozůstalosti Mendela díky soustavnému sběru vlastnil sám Hugo Iltis, který ji v roce 1932 prodal Německé společnosti pro vědu a umění (Deutsche Gesselschaft für Wissenschaft und Kunst). Došlo tak k vytvoření muzea Gregor-Mendel-Museu, ve kterém Iltis sbírku spravoval. Kvůli svému protinacistickému postoji o tuto pozici paradoxně přišel a roku 1938 Iltis emigroval i s částí sbírky, kterou stále považoval za svou. Hospodářská krize a nástup nacizmu ukončily činnost těchto institucí, ale další snaha o znovuobnovení muzea se objevila již během války v roce 1943. V tomto roce formálně vznikl Gregor Mendel-Forschungsinstittut (Výzkumný institut Gregora Mendela), jehož součástí bylo i Mendelovo muzeum. V plánu bylo přenést dokumenty týkající se Mendela, což se neuskutečnilo z finančních důvodů. Po roce 1945 byla sbírka Gregor-Mendel-Musea přenesena do Musea Mendeliana, které bylo v dalších pouze letech provizorní.

### Poválečné období
Pokus o zřízení muzea v rámci Mendelova ústavu při Přírodovědecké fakultě překazil nástup socialismu, který Mendelovy zákony genetiky považoval za scestnou ideologii, a muzeum tak po roce 1948 komunistická strana uzavřela. Po zrušení konventu a rozpuštění kláštera roku 1950, sbírka putovala do Moravského muzea, avšak z nedostatků místa se navrátilo zpět. Po ocenění objevitelů DNA Nobelovou cenou v roce 1962, byla Mendelova práce kompletně uznána a téhož roku formálně vzniklo Genetické oddělení Moravského muzea, které se v roce 1968 přemístilo do kláštera. V refektáři kláštera bylo genetickým oddělením roku 1964 otevřeno Mendelianum jako součást Moravského muzea, jehož prostory navrhoval Bohuslav Fuchs. 4. července 1965 se konalo významné Mendelovo mezinárodní symposium, které slavnostně otevřelo Mendelův památník na Starém Brně. Po pádě železné opony se začalo uvažovat o nové koncepci muzea, které se však nevytvořilo a roku 2000 se muzeum přemístilo do náhradních prostor v důsledku vypršení nájemní smlouvy. V roce 2012 pro muzeum vzniklo centrum v Biskupském dvoře.

### Obnovení muzea v klášteře
Pro obnovení muzea v klášteře se v roce 2001 rozhodla „Iniciativa pro Brno“, která v roce 2002, díky podnětu několika českých a zahraničních subjektů (Mendlovo centrum, rakouské sdružení Vereinigung zur Förderung der Genomforschung, Kim Nasmyth, Jim Watson, Paul Nurse, Gustav Ammerer) znovuotevřela muzeum s novou expozicí „Gregor Mendel - The Genius of Genetics“, které se tak stalo prvním muzeem zaměřeným na genetiku. K iniciativě se připojila i Mendelova univerzita a Masarykova univerzita. V roce 2004 se kvůli rostoucímu zájmu o muzeum založilo občanské sdružení, od kterého v roce 2007 Masarykova univerzita muzeum převzala pod svou správu.

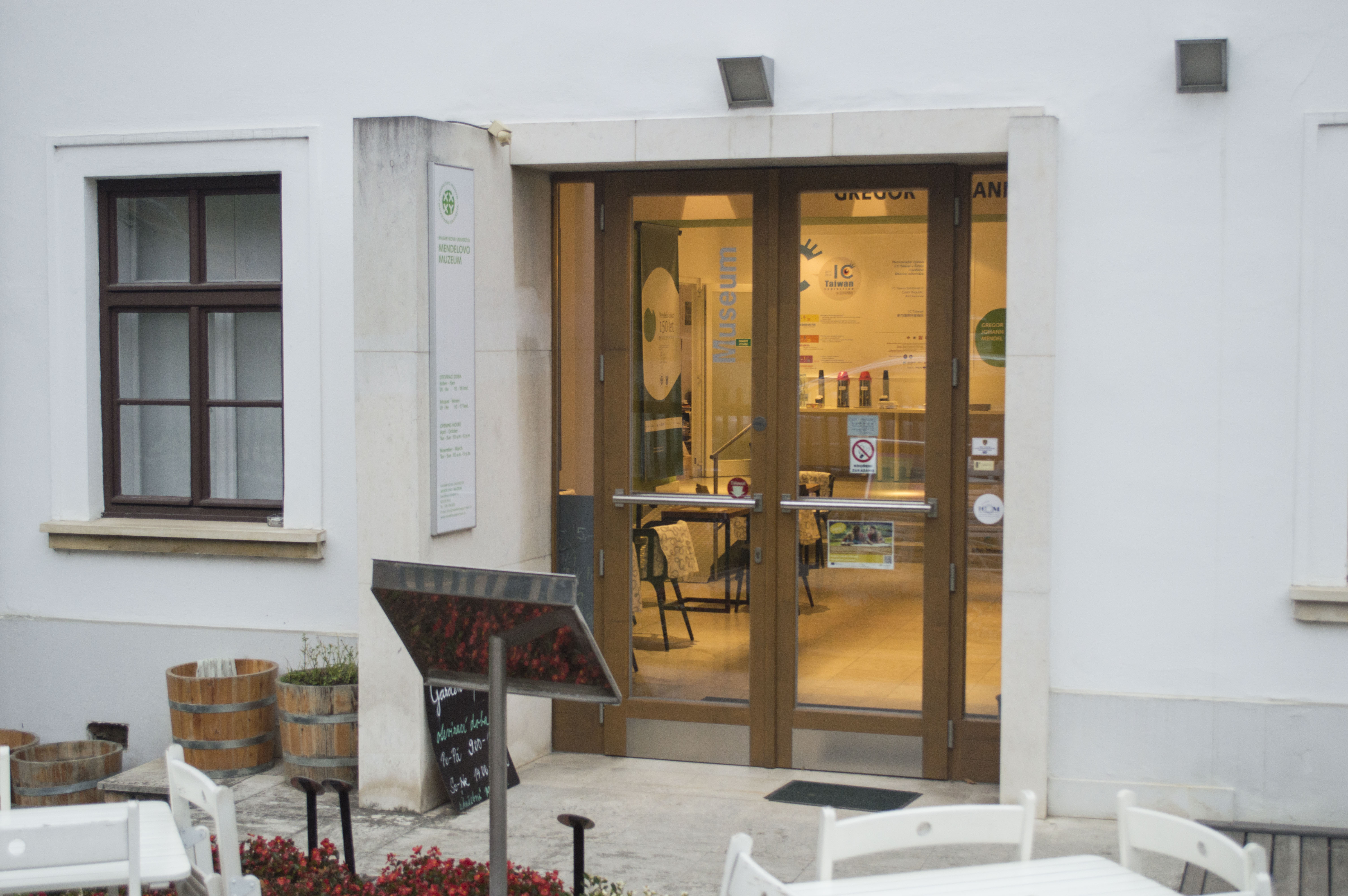
Vchod do muzea
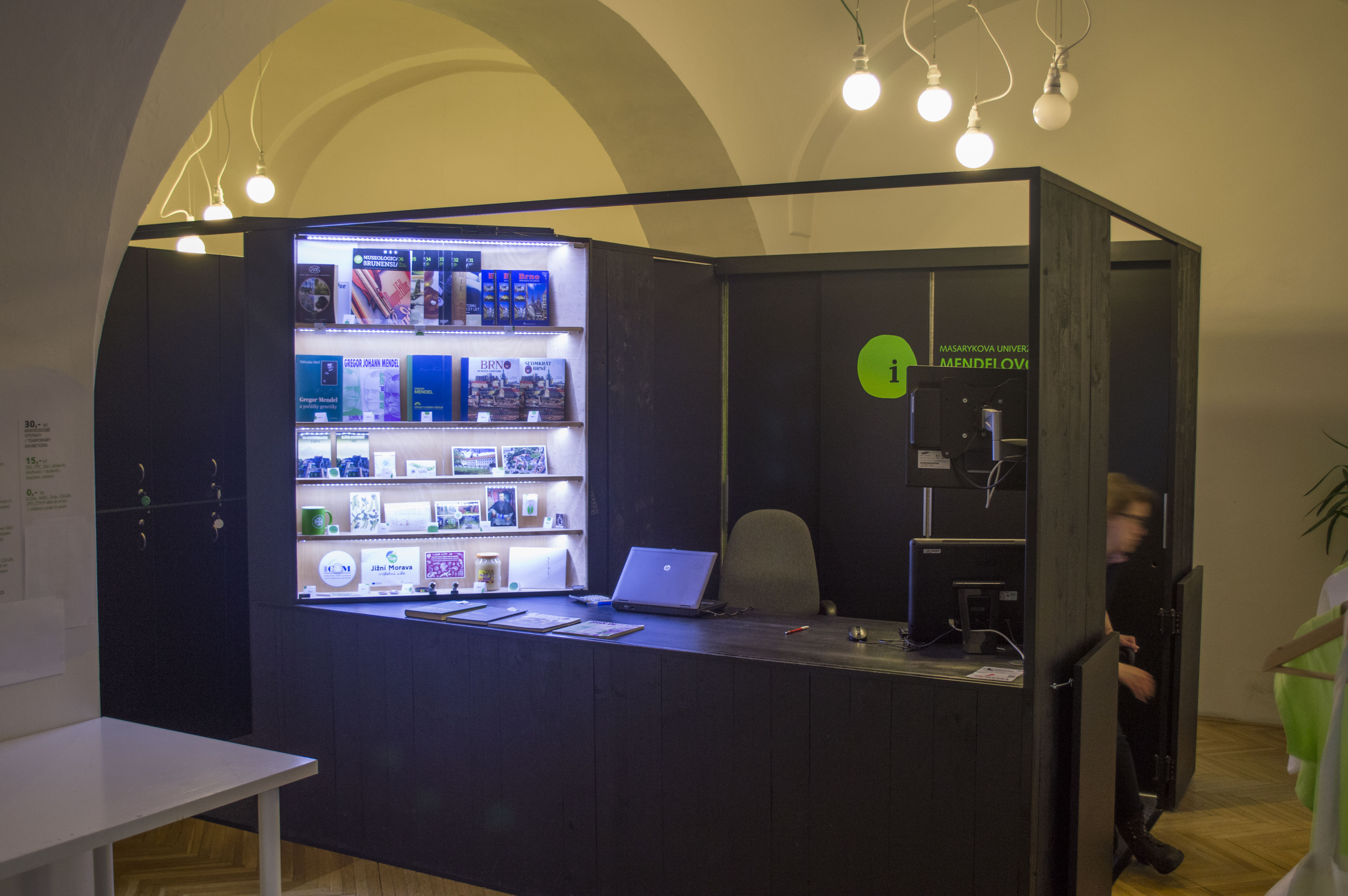
Recepce
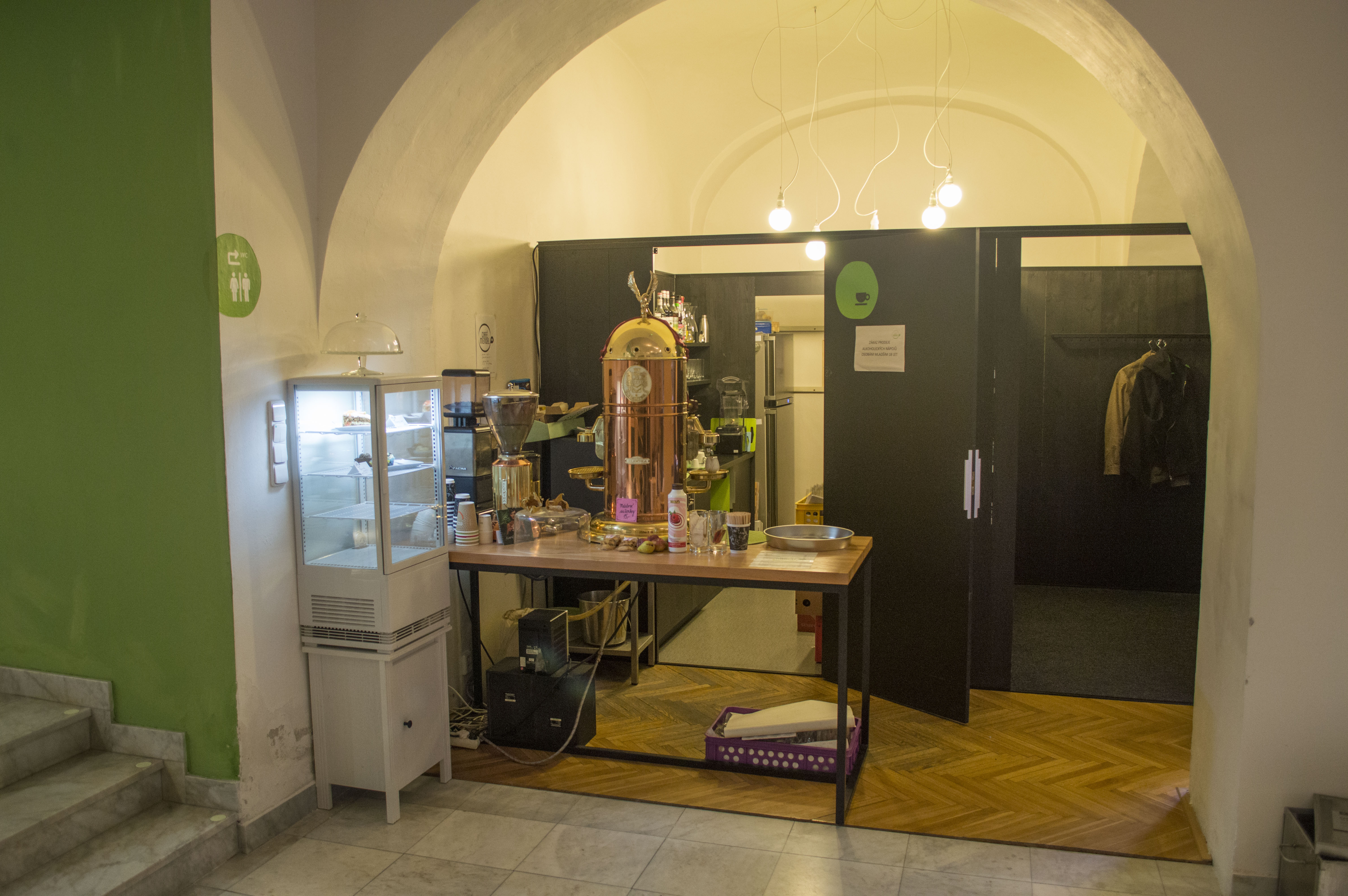
Kavárna
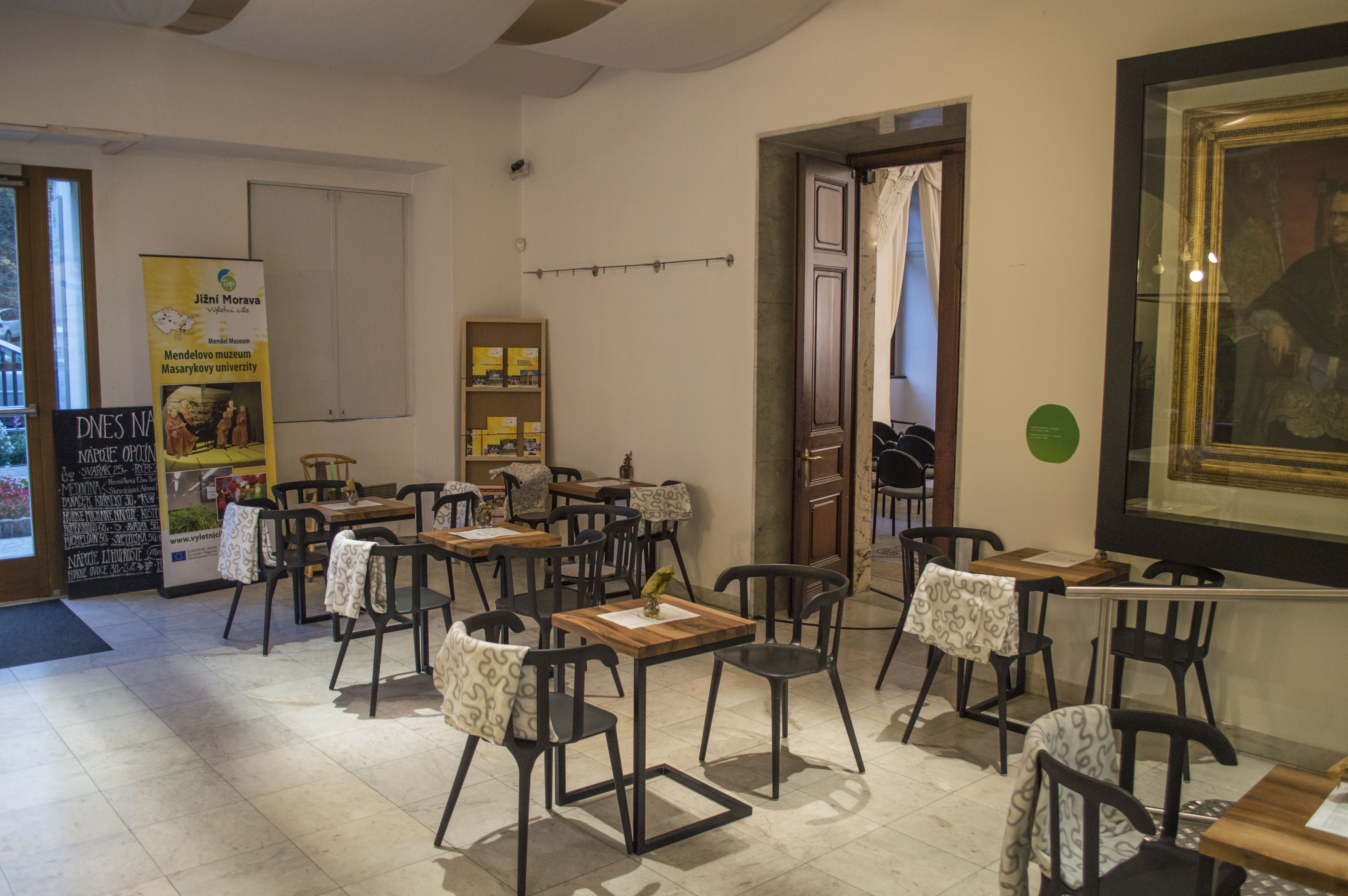
Foyer před pokladnou

## Expozice

### Stálá expozice
V muzeu byla od roku 2009 (125. výročí smrti Mendela) expozice Gregor Johann Mendel – člověk, opat a vědec, která prezentovala osobnost Gregora Mendela a jeho vědeckou a také společenskou činnost.  Celá expozice byla rozdělena do pěti na sebe navazujících místností. První místnost představovala opatství v 19. století, v druhé místnosti ukazovala Mendela jako člověka a třetí místnost byla věnována Mendelovu šlechtitelství, ovocnářství, včelařství a meteorologii. Předposlední místnost představovala Mendela jako objevitele principů genetiky a v poslední místnosti byly návštěvníkům přiblíženy její milníky.  Návštěvníci si mohli prolistovat kopie Mendelových publikací, zahrát hry nebo zapsat aktuální meteorologické údaje do knihy. Výstava nahradila předešlou, více vědeckou expozici a byla přizpůsobena laické veřejnosti přičemž kladla důraz na zapojení všech smyslů.
Od července 2016 je v muzeu instalována nová expozice Gregor Johann Mendel: Příběh skromného génia od věhlasného architekta prof. Zdeňka Fránka. Výstava reflektuje nejmodernější výstavní principy a představuje Mendela v chronologickém sledu. Autentické předměty jsou doplněny animacemi animátora světového významu Drew Berry z University of Melbourne. Jednotlivé místnosti jsou ohraničeny významnými daty Mendelova života. První místnost je přesahem do dnešní doby, poukazuje na události na poli genetiky po smrti jejího "otce" a úvodní video graficky ztvárňuje vědní disciplíny, ve kterých se genetika využívá. Druhá místnost vrací návštěvníka do roku 1822, kdy se Mendel narodil, a do jeho dětství a studií. Významným rokem pro Mendela byl rok 1843, kdy jako jednadvacetiletý vstupuje do augustiniánského kláštera na Starém Brně. V klášteře žil, pracoval, studoval a experimentoval s rostlinnými hybridy. Život po vstupu do kláštera představuje třetí místnost. Po zvolení opatem v roce 1868 přestal Mendel experimentovat a svůj čas začal věnovat především administrativním záležitostem kláštera. Našel si však čas i na své dvě velké záliby – včelařství a meteorologii. Tyto dvě velké Mendelovy vášně jsou ukázány v místnosti čtvrté. Součástí výstavy je také originální rukopis Mendelovy studie Pokusy s rostlinnými hybridy, který se stal stálou součástí expozice po slavnostním uzamčení ve vitríně v únoru 2018.
Na stálou expozici navazuje doprovodná expozice o genetice v bývalé křížové chodbě, zaměřená na mladší návštěvníky. Hravou formou se zde dozví o tom, co se nachází v buňce, jak probíhají genetické testy, seznámí se s Mendelovými zákony, a na závěr nahlédnou do laboratoře a pracovny současného vědce.

#### Expozice Gregor Johann Mendel - Příběh skromného génia

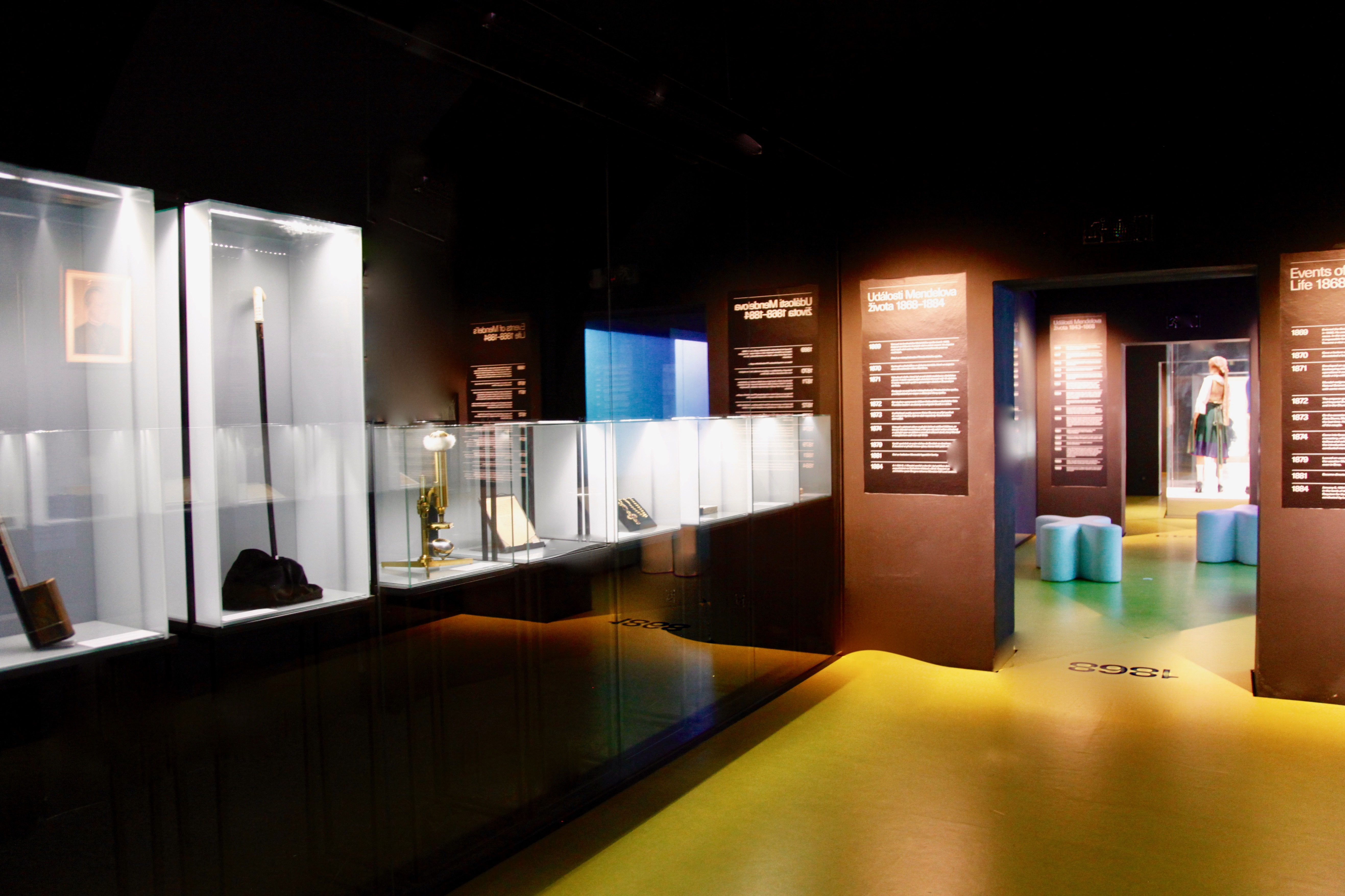
Pohled do expozice Mendelova muzea
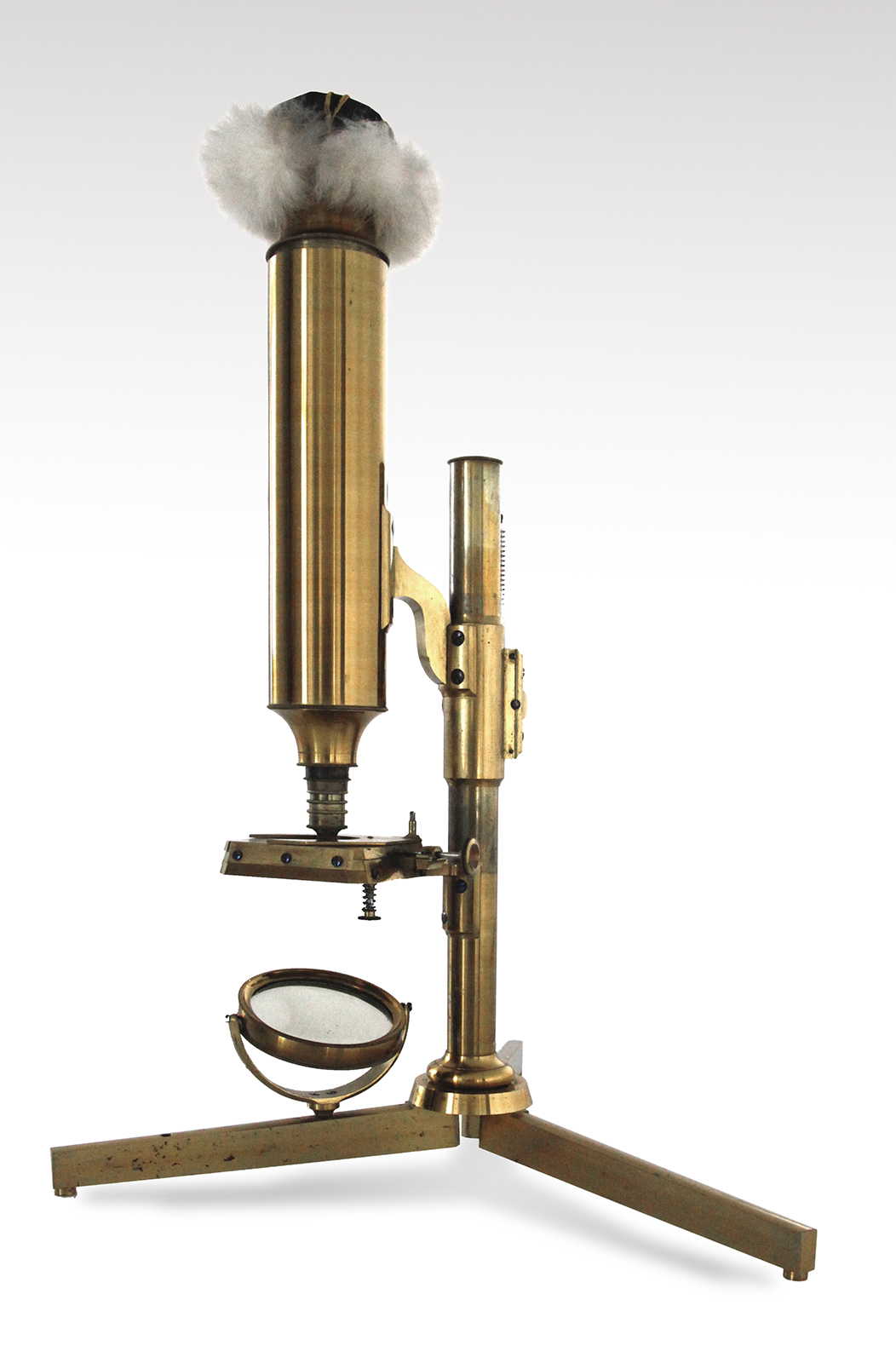
Mendelův mikroskop
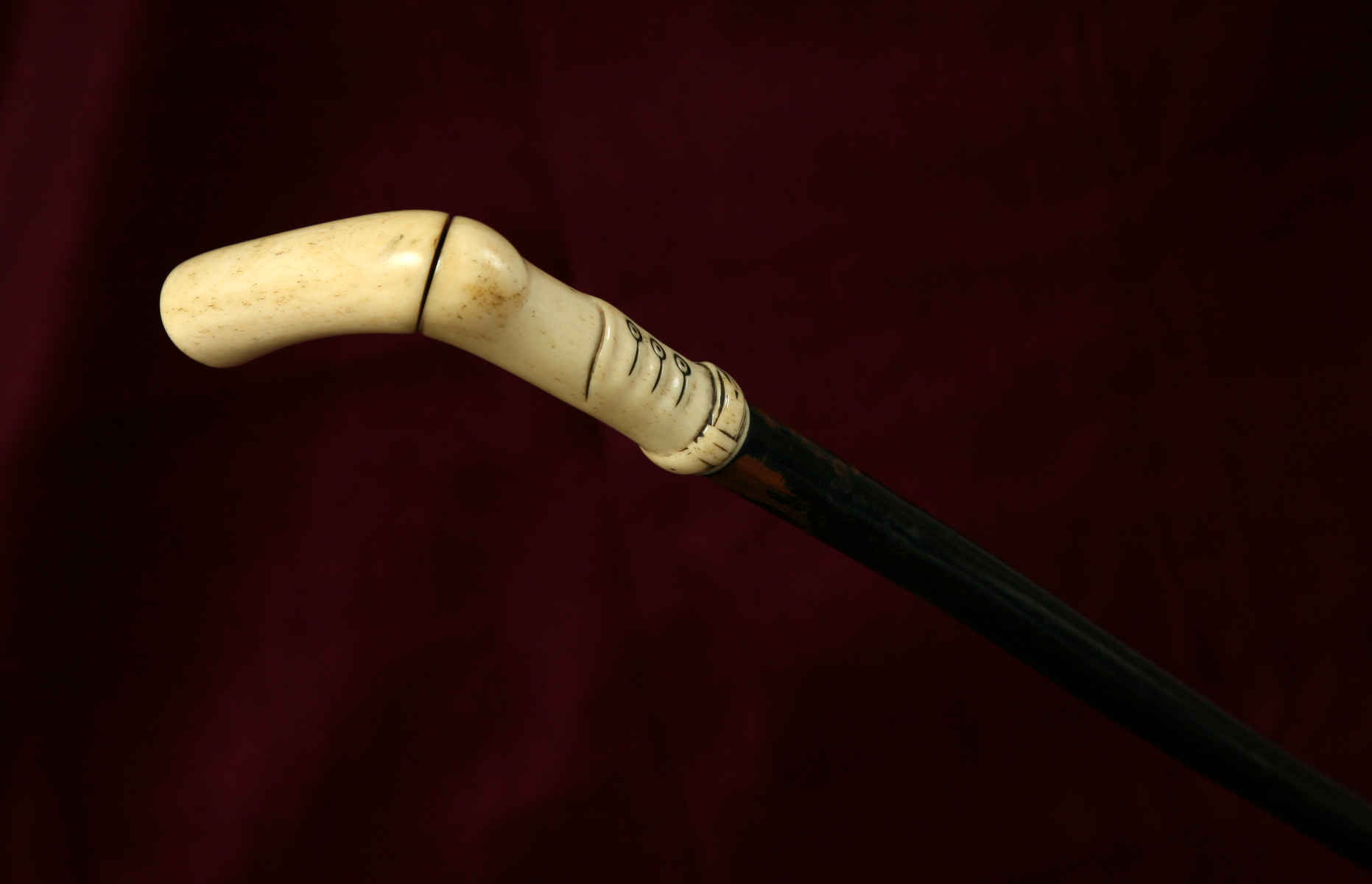
Mendelova vycházková hůl se slonovinovou rukojetí
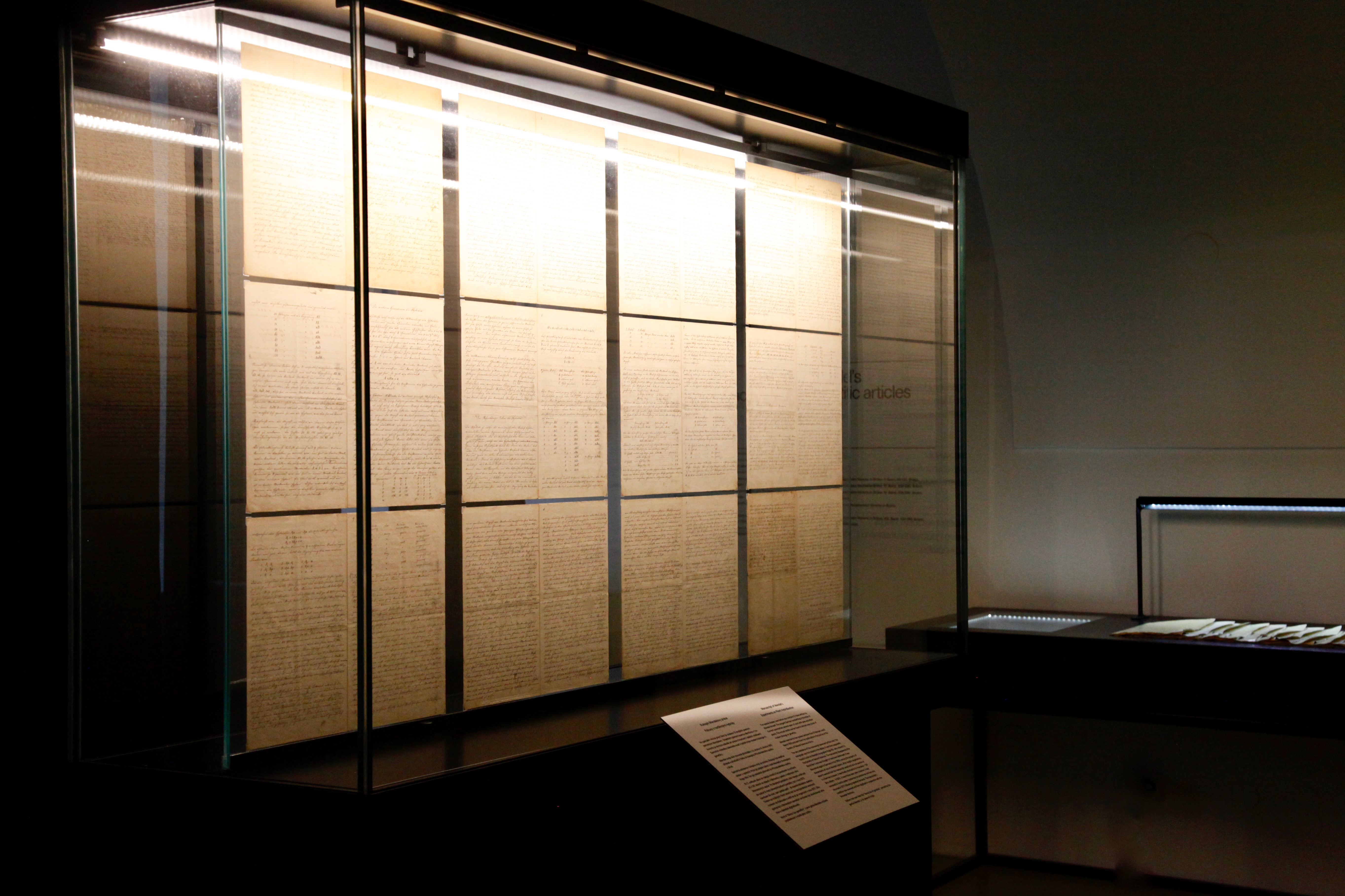
Originál Mendelova rukopisu Pokusy s rostlinnými hybridy
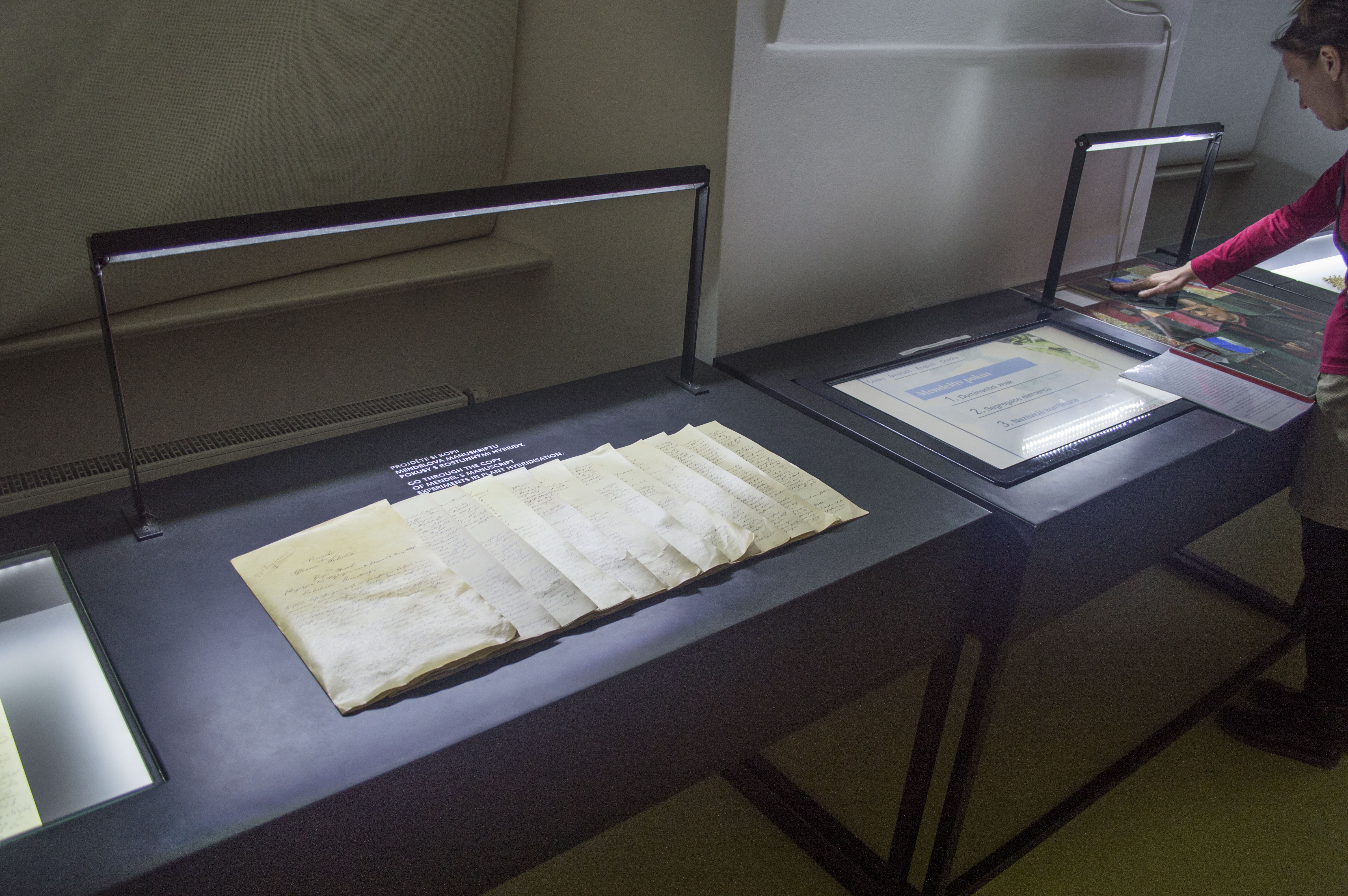
Kopie manuskriptu a desková hra
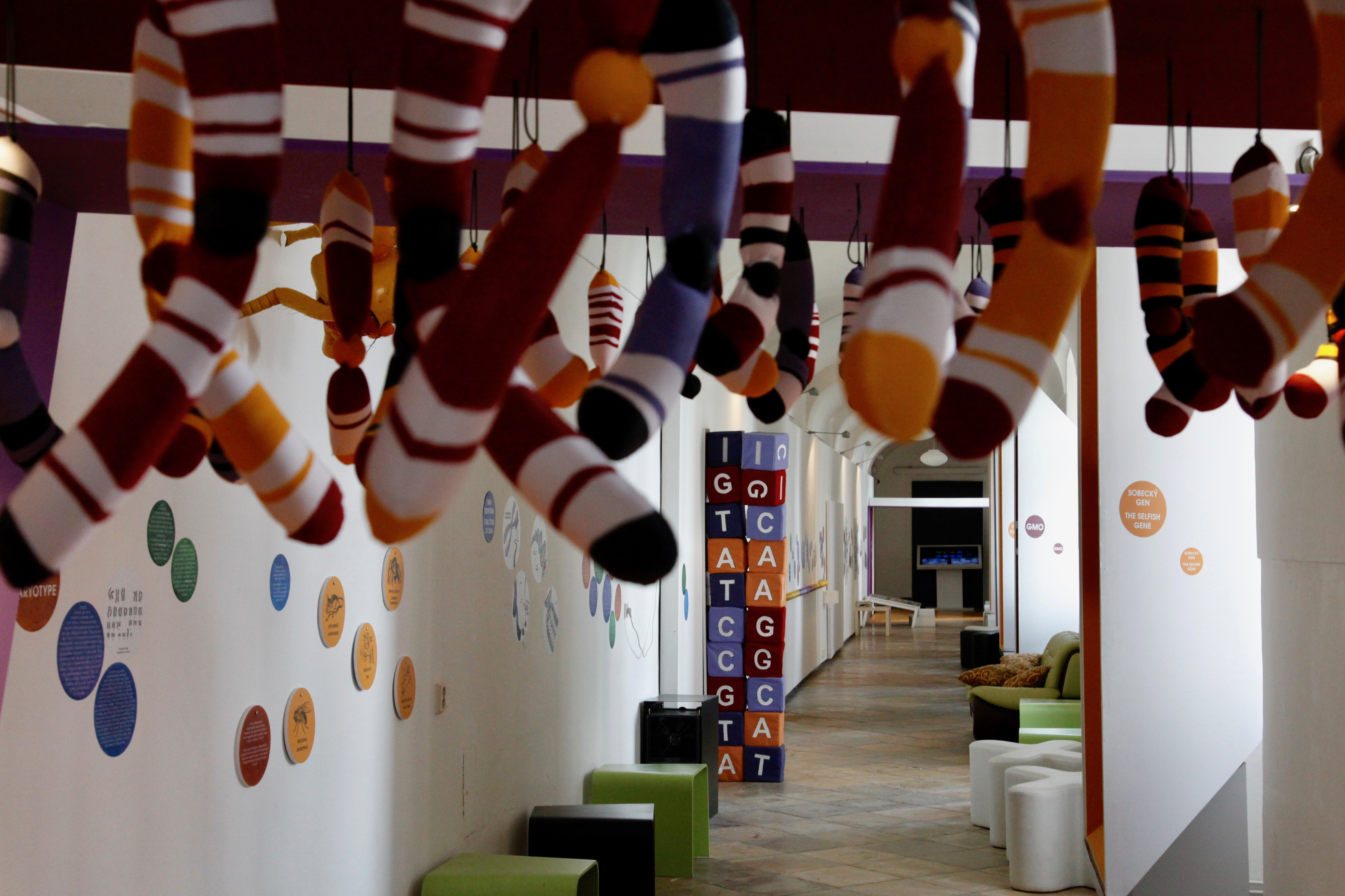
Doprovodná expozice o genetice
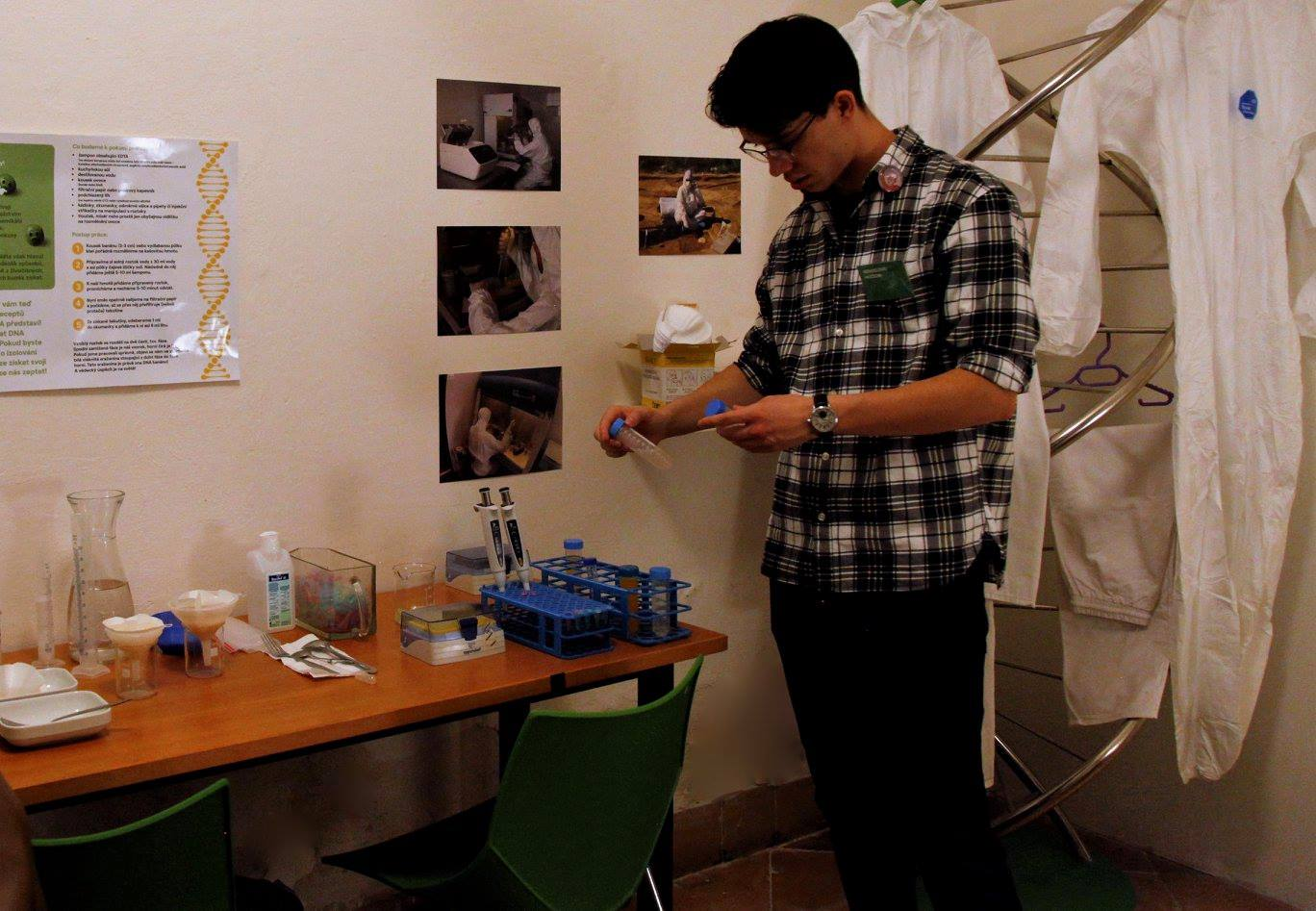
Stylizovaná laboratoř a pracovna současného vědce

#### Muzeum starobrněnského opatství
Výsledkem spolupráce opatství a Mendelova muzea byla 14. února 2018 slavnostně otevřena expozice nové instituce Muzea starobrněnského opatství. Součástí výstavy jsou exponáty z majetku opatství, liturgické náčiní, ornáty, nábytek, a podobně.

#### Venkovní expozice
K muzeu patří také památkově chráněná zahrada, kde se nachází Mendelova socha vídeňského sochaře Theodora Charlemonta, zachované základy jeho skleníku z roku 1854 (kde experimentoval s hrachem), záhony s rostlinami, které názorně ukazují principy genetiky a Mendelův včelín. Zahradu restaurovali odborníci z Londýnské královské botanické zahrady, a od roku 2005 je zde také funkční meteorologická stanice, která připomíná Mendelův zájem o meteorologii. Vnitřní přístroje jsou viditelné díky průhledným dvířkům.V zahradě jsou také umístěny panely s informacemi o významných osobnostech zabývajících se Mendelovým životem a dílem. například Mendelově životopisci Hugo Iltisovi.

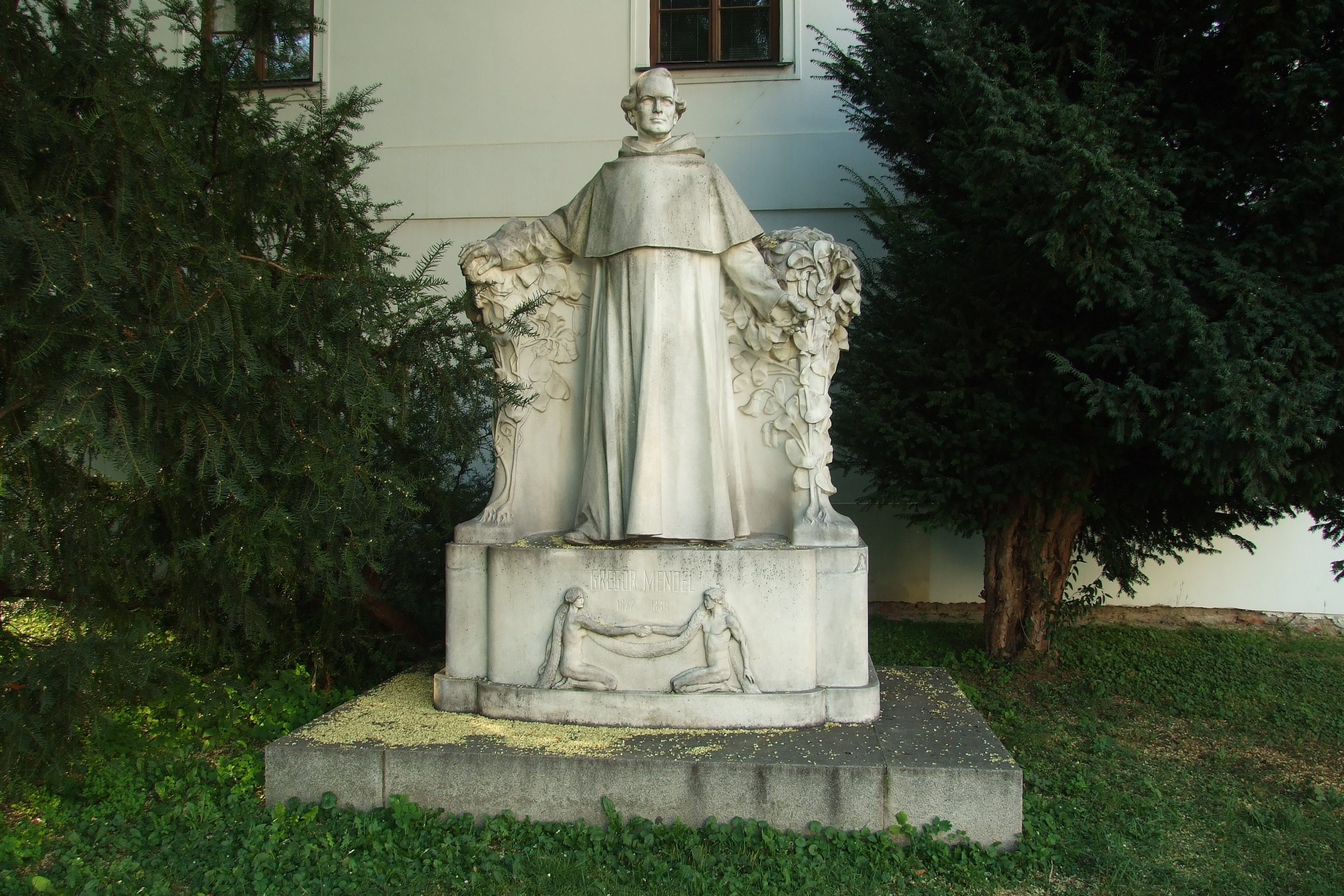
Socha Gregora Mendela
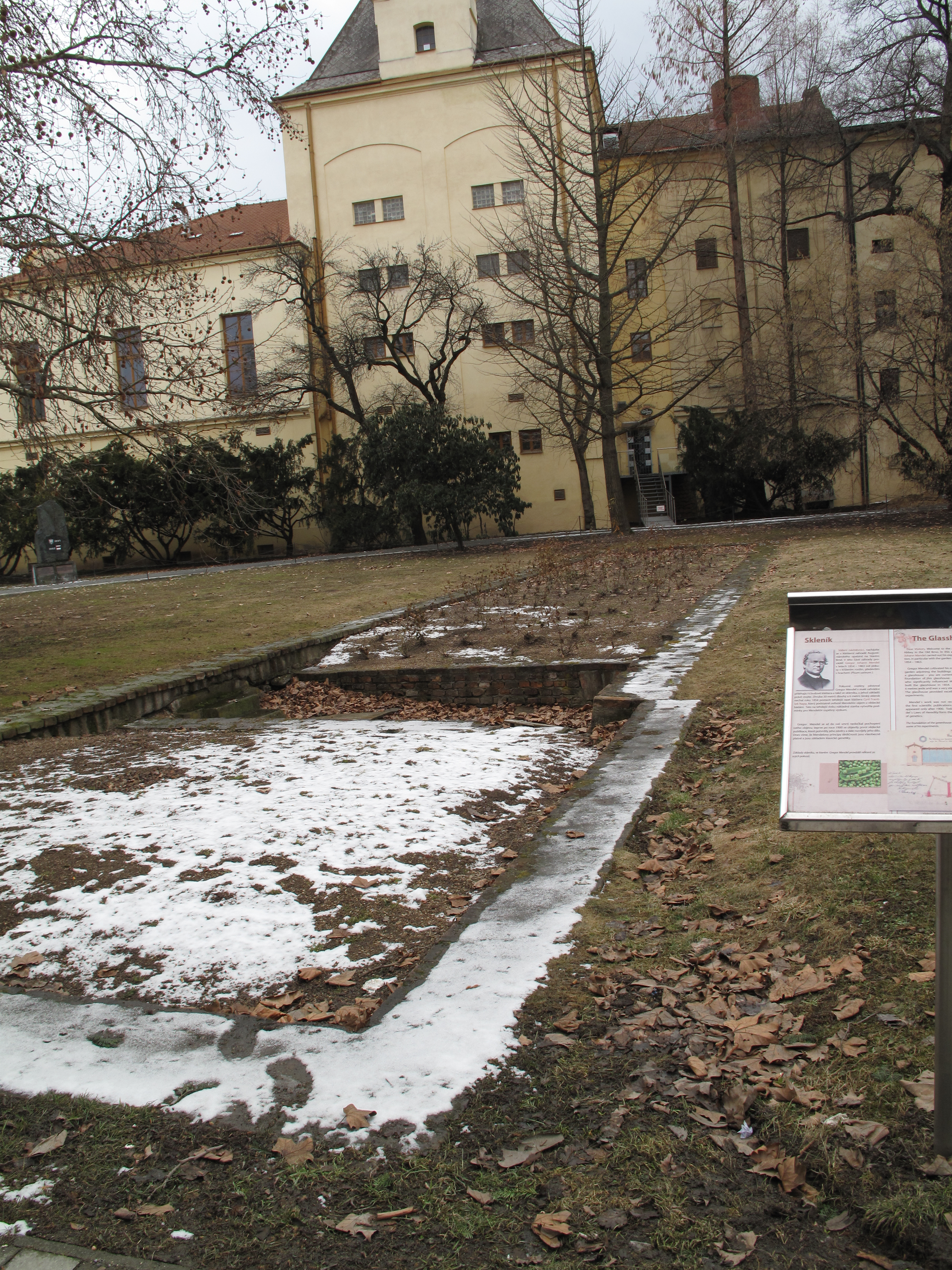
Základy Mendelova skleníku
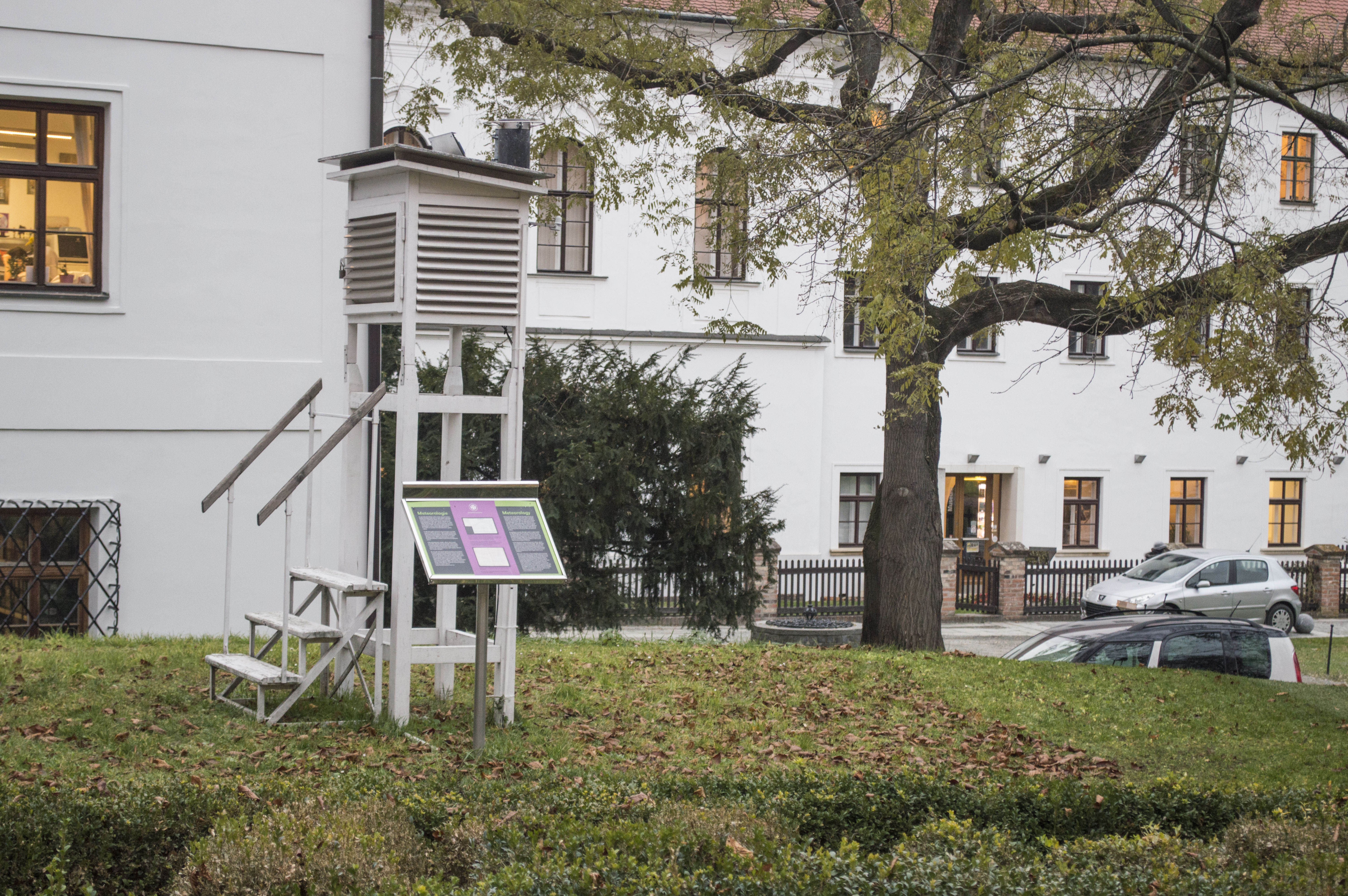
Meteorologická stanice
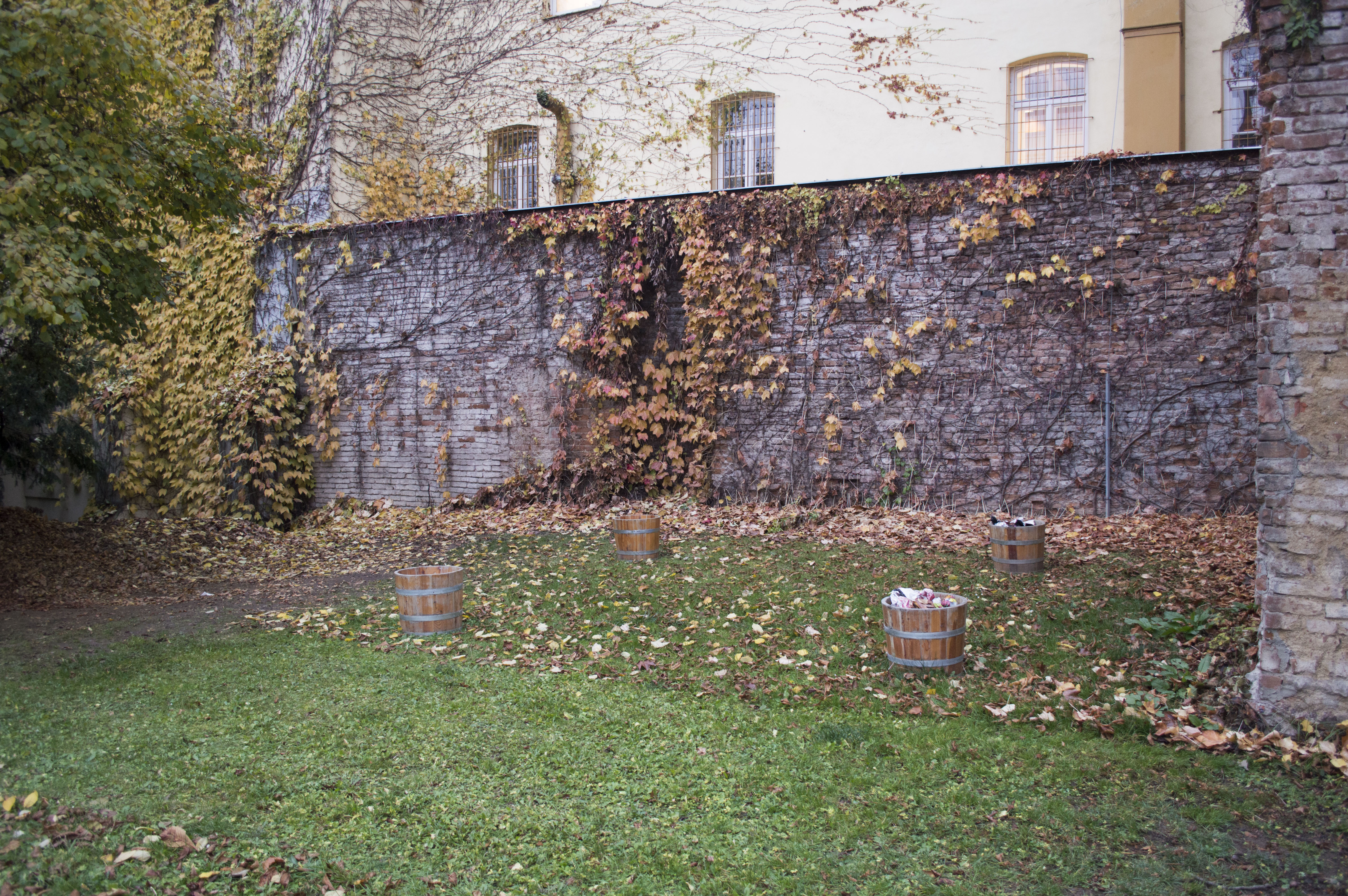
Původní místo oranžérie
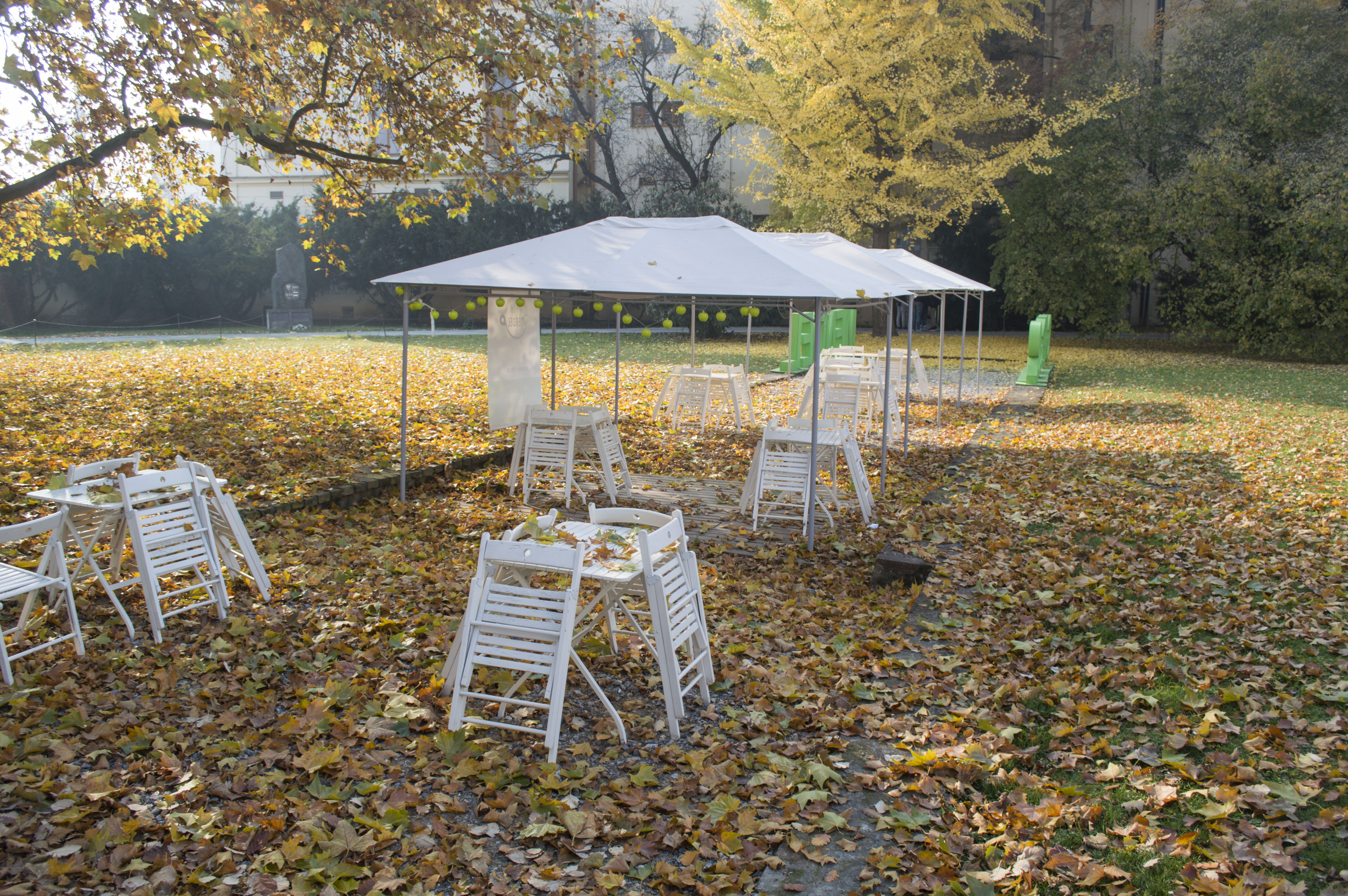
Na místě Mendelova skleníku je posezení kavárny
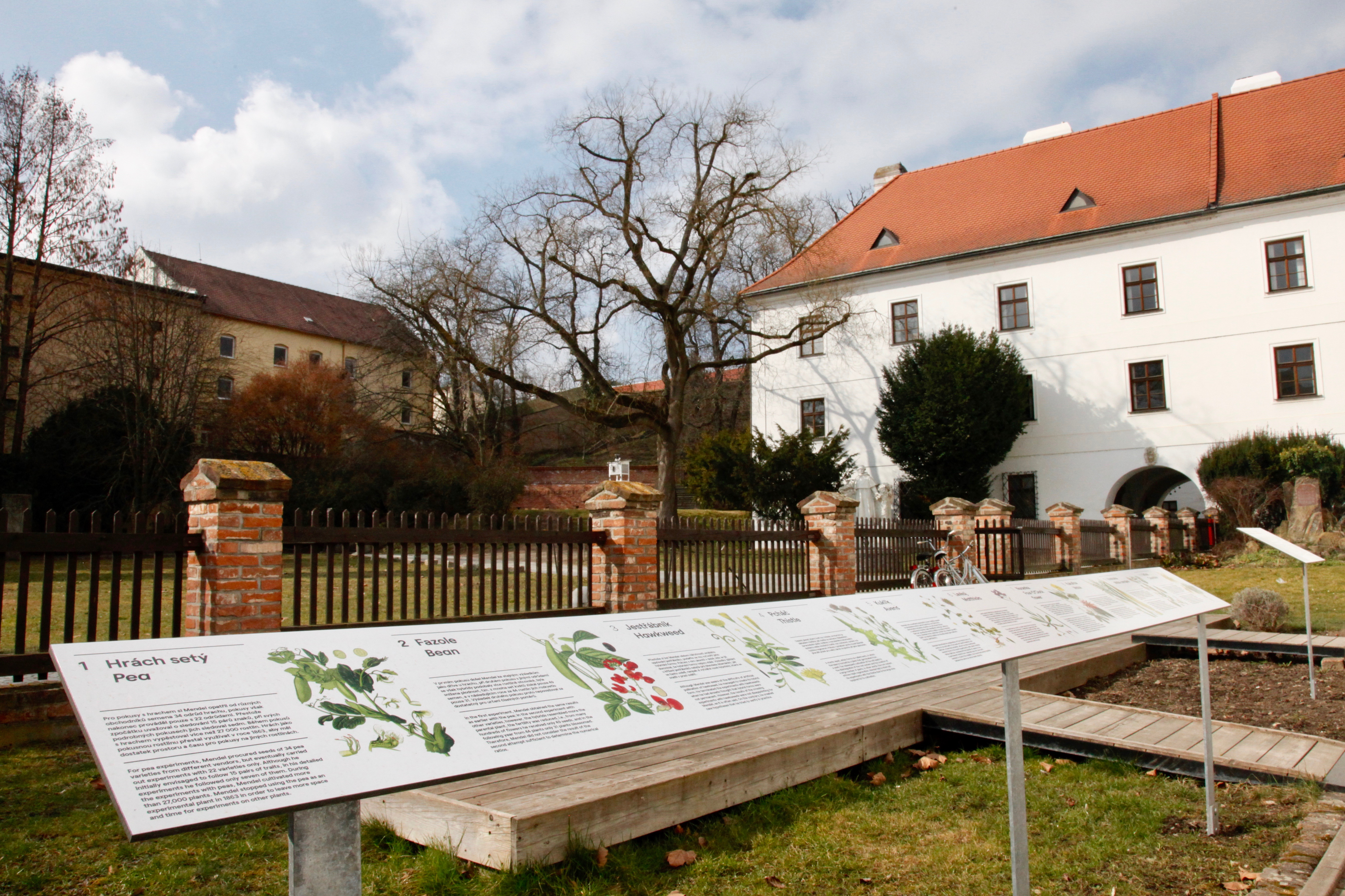
Mendelova pokusná zahrádka

##### Mendelův včelín

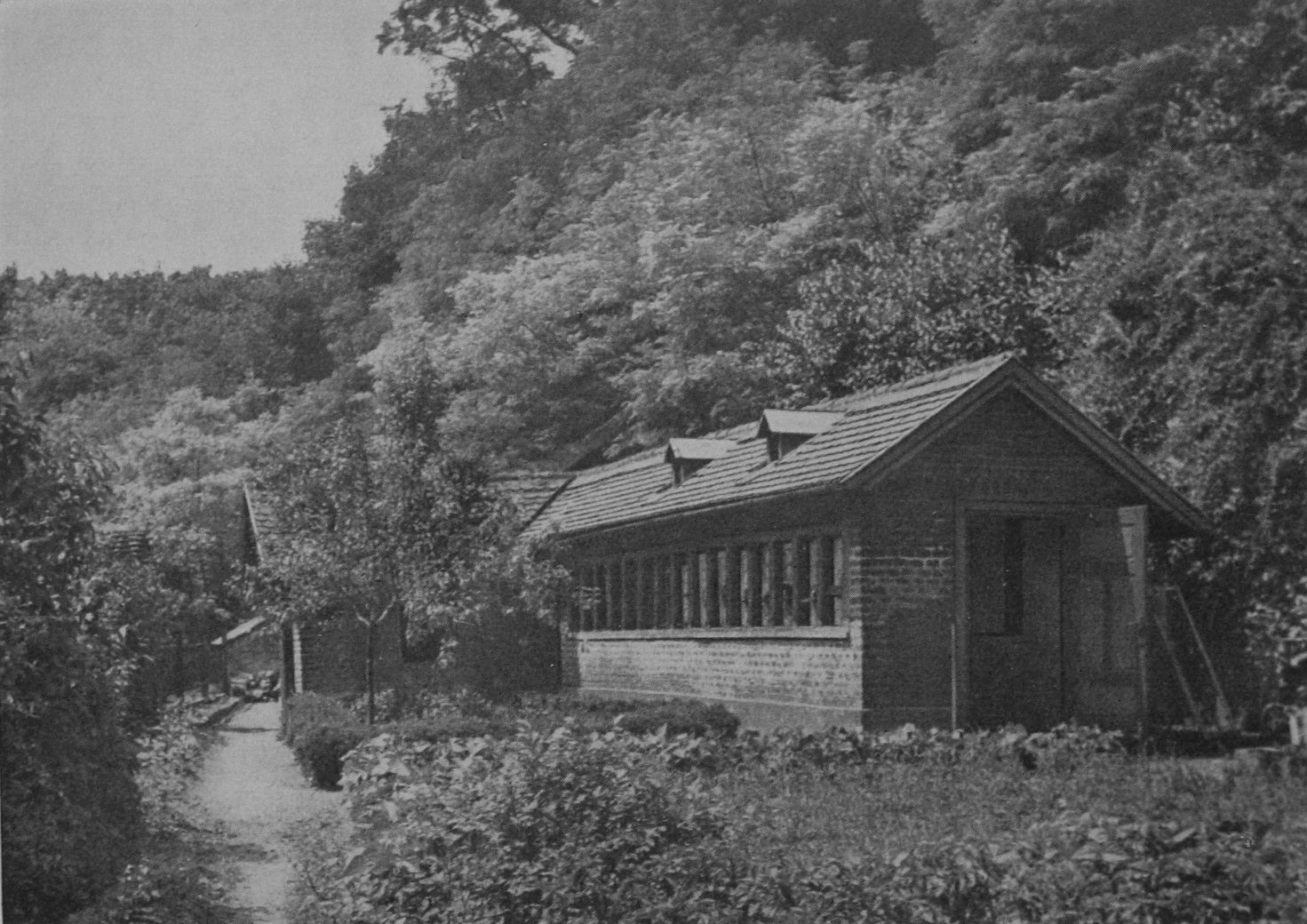
Včelín na staré fotografii

Samostatná budova, kterou nechal Mendel v roce 1871 postavit na zahradě opatství pro pozorování a své pokusy se včelami. Zde experimentoval s křížením a zimováním včel, novými typy úlů, čímž se snažil zvýšit výnosnost včel. V 80. letech 20. století sloužil včelín jako chovatelská stanice včelařům z brněnského Králova Pole. Následně se 20 let o včelín nikdo nestaral takže chátral, ale od roku 2002 byl iniciací doc. RNDr. Vladimíra Ptáčka, CSc. opravován a v roce 2007 rekonstruován a opět uveden do provozu. Včelín, který je dnes součástí evropského kulturního dědictví, slouží k prezentaci včelařské práce Gregora Mendela a popularizaci včelařství.

## Výstavy a výročí
V Mendelově muzeu se již konaly různé výstavy umělecké, fotografické, astronomické, geologické a geografické, entomologické, nebo také o včelaření, Darwinovi, kriminalistice, archeologii, orchidejích, či o T. G. Masarykovi a listopadu 1989. Muzeum poskytuje vlastní putovní výstavy a také pořádá panelové výstavy v kampusu Bohunice, kde se mimo jiné vystavovaly například fotografie Olgy Havlové. Z putovních výstav je významný herbář Masarykovy univerzity, který patří mezi největší v ČR.

### Mendel 190

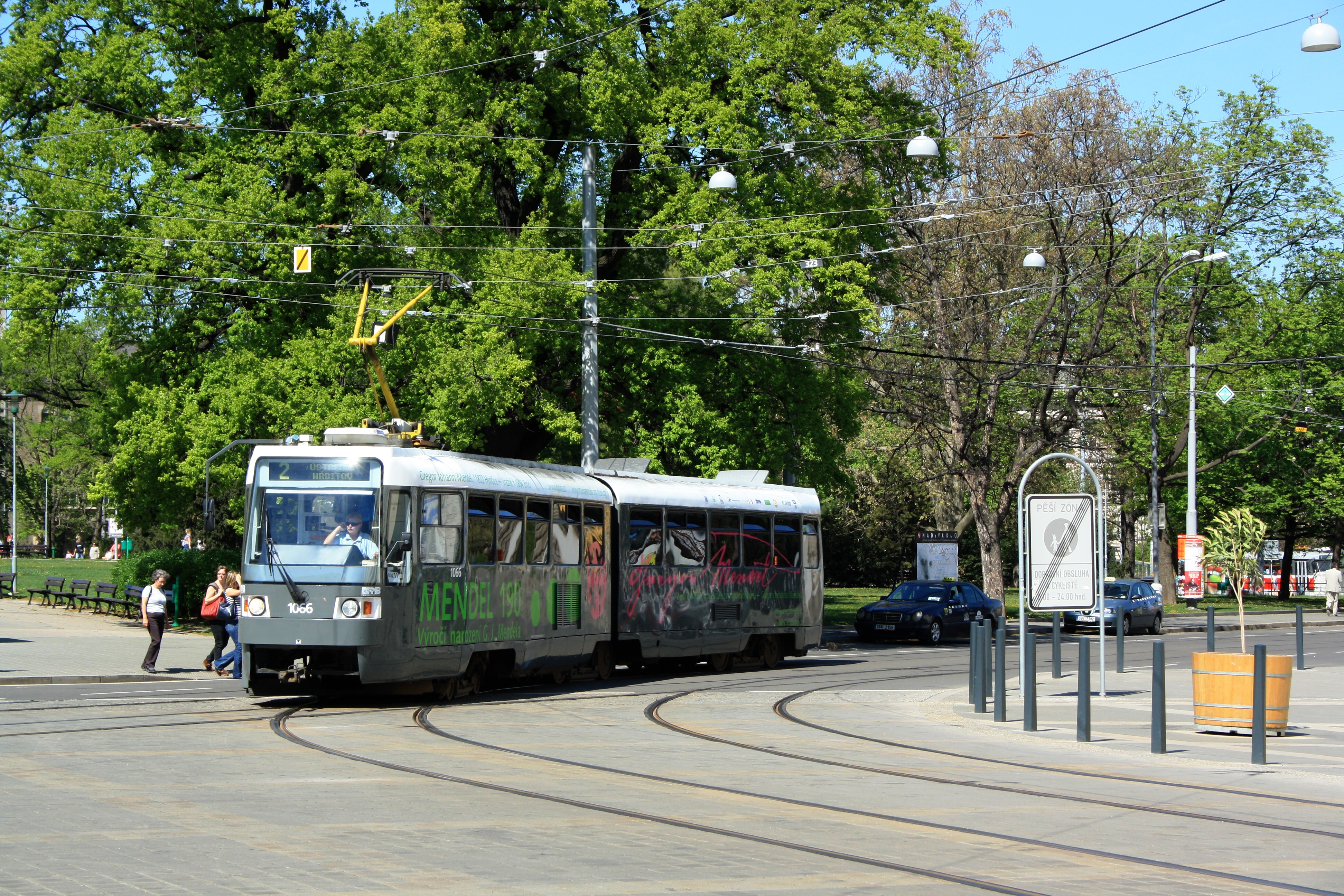
Tramvaj spojená s výročím 190 od narození Mendela

V roce 2012 muzeum oslavilo 190. výročí narození Mendela ve spolupráci s Národním technickým muzeem v Praze. 23. února byla představena speciální tramvaj připomínající toho výročí, která byla požehnána a projížděla Brnem celý rok. Nově přibyl do expozice Mendelův rukopis, který byl po 25 letech získán z Německa. V Praze tak byly vystaveny osobní liturgické předměty a oděvy Mendela včetně tohoto rukopisu. Během tohoto výročí se konalo několik výstav, konferencí a 3. června se konal v opatství Mendelův den. Nakonec během října navštívili Brno tři Nobelisté v rámci Mendel Lectures.

### Augustiniáni
Výstava pořádaná v roce 2014 byla zaměřena na život v opatství a věnovala se také spolubratrům Mendela a osobnostem opatství jako Nappovi, Klácelovi, Šilingrovi či Křížkovskému.

### Mendel 150
Ke 150. výročí Mendelových přednášek byly v muzeu roku 2015 vystaveny originální dokumenty jako Mendelovy protokoly ze zkoušek na vídeňské univerzitě, svolení rodičů s nástupem do řádu Augustiniánů nebo objednávky semen hrušní a ořešáků. Tyto rukopisy byly po ca 80 letech zapůjčeny z americké University of Illinois. Jedná se o archiválie, které si odvezl Mendelův životopisec Hugo Iltis.

## Aktivity muzea
Jednou z dalších aktivit muzea je pořádání přednášek, které jsou zaměřeny na lékařství, biochemii a genetiku. Mendelovo muzeum také vydávalo časopis Museologica Brunensia, který je zaměřený na muzeologii.

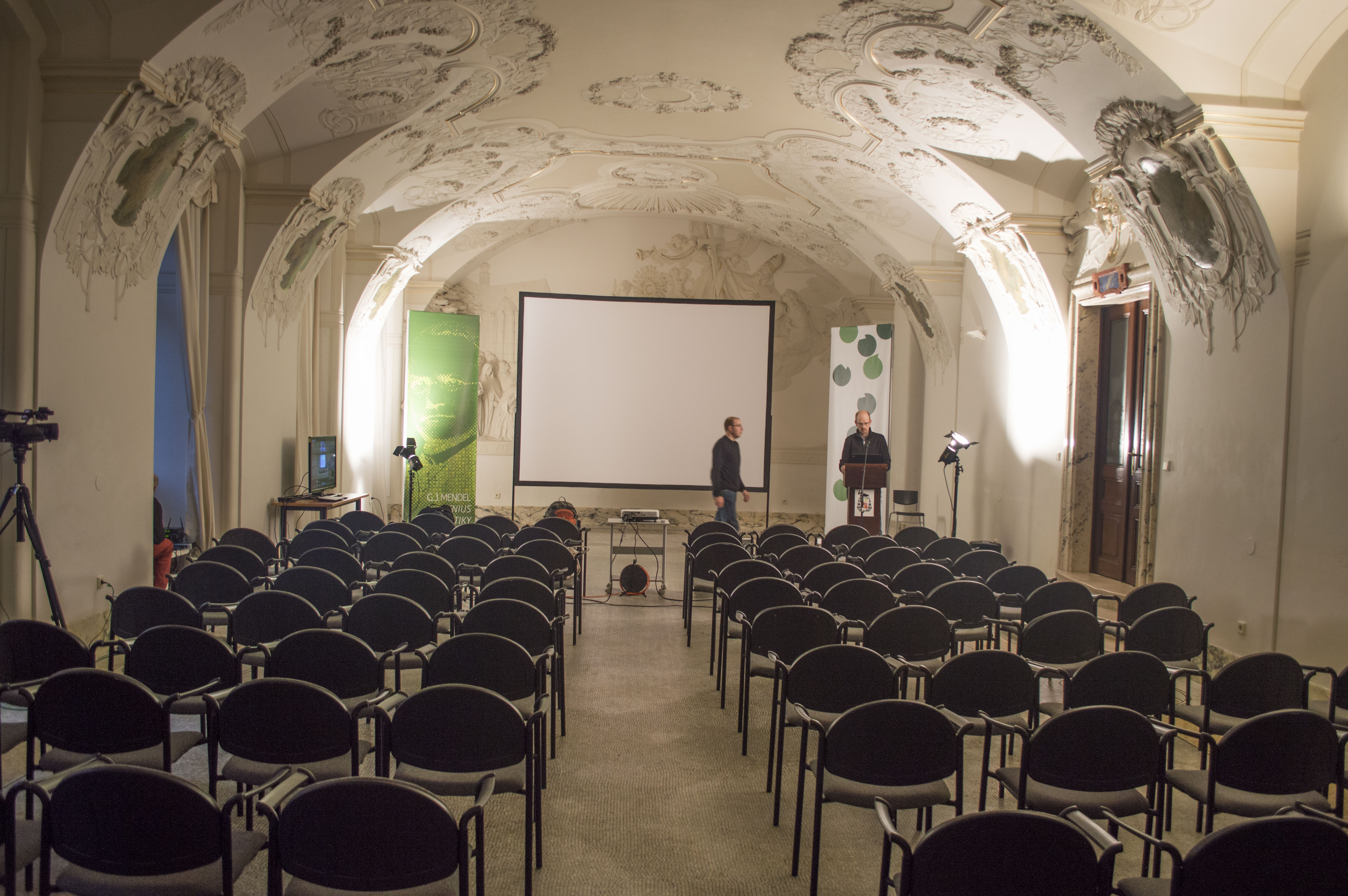
Přednáškový sál s jedinečnou secesní výzdobou, kde se konají Mendel Lectures

### Mendel Lectures
Několik evropských vědců včetně Anny a Kima Nasmythových a Jana Motlíka z Akademie věd, kteří si vytkli za cíl obnovení vědecké činnosti v opatství, iniciovalo uspořádání série přednášek zaměřených na genetiku, které v muzeu proběhly v roce 2003 při příležitosti 50. výročí objevu struktury DNA. Organizace British Council, která tyto aktivity podporovala, dokonce darovala kopie fotografií Watsona a Cricka a kopii jejich modelu DNA, která se stala součástí muzejní expozice. Přednášky byly v místě pořádány i v dalších letech, čímž vznikla tradice nazvaná Mendel Lectures („Mendelovy přednášky“), jež si získala mezinárodní známost a v jejímž rámci přednášely již desítky vědců, mezi nimiž figurují i držitelé Nobelovy ceny (Tim Hunt, Jack W. Szostak, John Gurdon, Paul Nurse, Venkatraman Ramakrishnan, Kurt Wüthrich, Jules A. Hoffmann, Aaron Ciechanover). Přednášky Mendel Lectures jsou zdarma, konají se v sále Mendelova muzea a jsou živě přenášeny do Univerzitního kampusu Bohunice a Akademie věd.